# USS America (LHA-6)
«Америка» (англ. «Америка») — універсальний десантний корабель ВМС США класу однойменного типу. Головний корабель запланованої серії з 5 кораблів, що призначаються для заміни USS Peleliu (LHA-5) — універсального десантного корабля класу Tarawa. Буде виконувати функції флагмана експедиційної ударної групи чи амфібійної групи при проведенні операцій з десантування морської піхоти за допомогою конвертопланів та важких гелікоптерів під прикриттям наявних на борту літаків F-35 Lightning II і ударних гелікоптерів. Четвертий військовий корабель з назвою «Америка».

## Історія

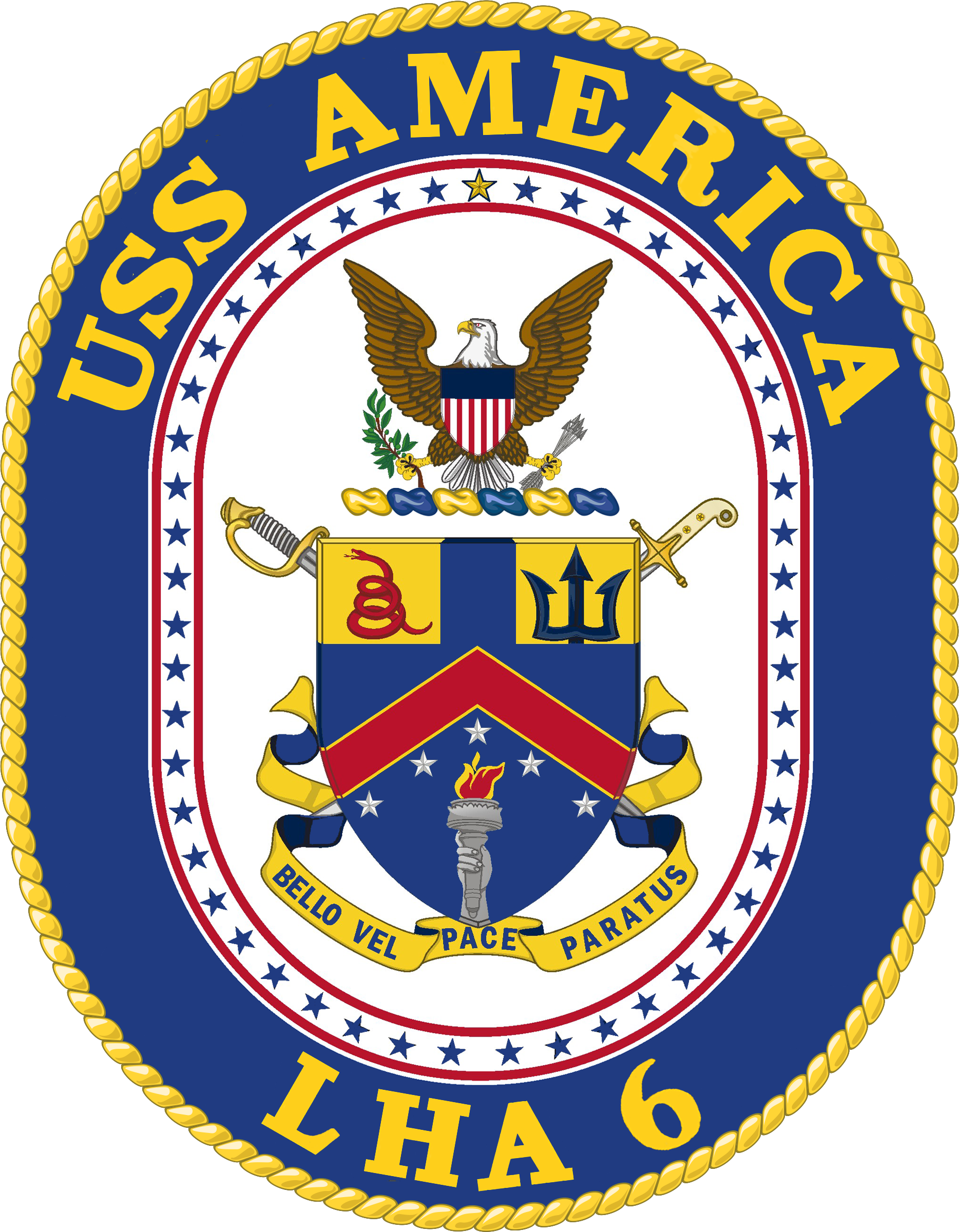
Емблема USS America (LHA-6)

На час початку проектування корабля у командуванні корпусу морської піхоти США на основі бойового досвіду виникла концепція необхідності перебування УДК (універсальних десантних кораблів) подалі від берега задля уникнення загрози враження ворожою артилерією, ракетами. Перевезення десанту повинні здійснювати наявні на борту конвертоплани Bell Boeing V-22 Osprey, більш швидкісні за важкі гелікоптери. Тому усі десантні операції повинні проводити наявні на їхньому борту гелікоптери. УДК America проектувався з 2001 на основі останнього корабля (LHD-8) з більш модерного класу Wasp без палуби завантаження десантних кораблів із збільшеною палубою-ангаром для літаків, гелікоптерів. Конструкція УДК «Америка» базується на конструкції УДК USS Makin Island (LHD-8) з газотурбінною силовою установкою. Газові турбіни працюють на паливі JP-5, яке використовують для роботи турбіни літаків, гелікоптерів. На час закладення корабля було оголошено, УДК, починаючи з LHA-8 отримають палубу для десантних кораблів, а USS America (LHA-6) залишиться без змін задля швидшої побудови.
Через проблеми з затвердженням конструкції, фінансову кризу закладення LHA-6 було перенесене з 2008 на липень 2009 і прийняття USS AMERICA (LHA-6) відбулось не у квітні 2014, а 11 жовтня 2014 у Сан-Франциско. По дорозі до бази у Сан-Дієго в Каліфорнії USS America здійснив похід навколо Південної Америки.

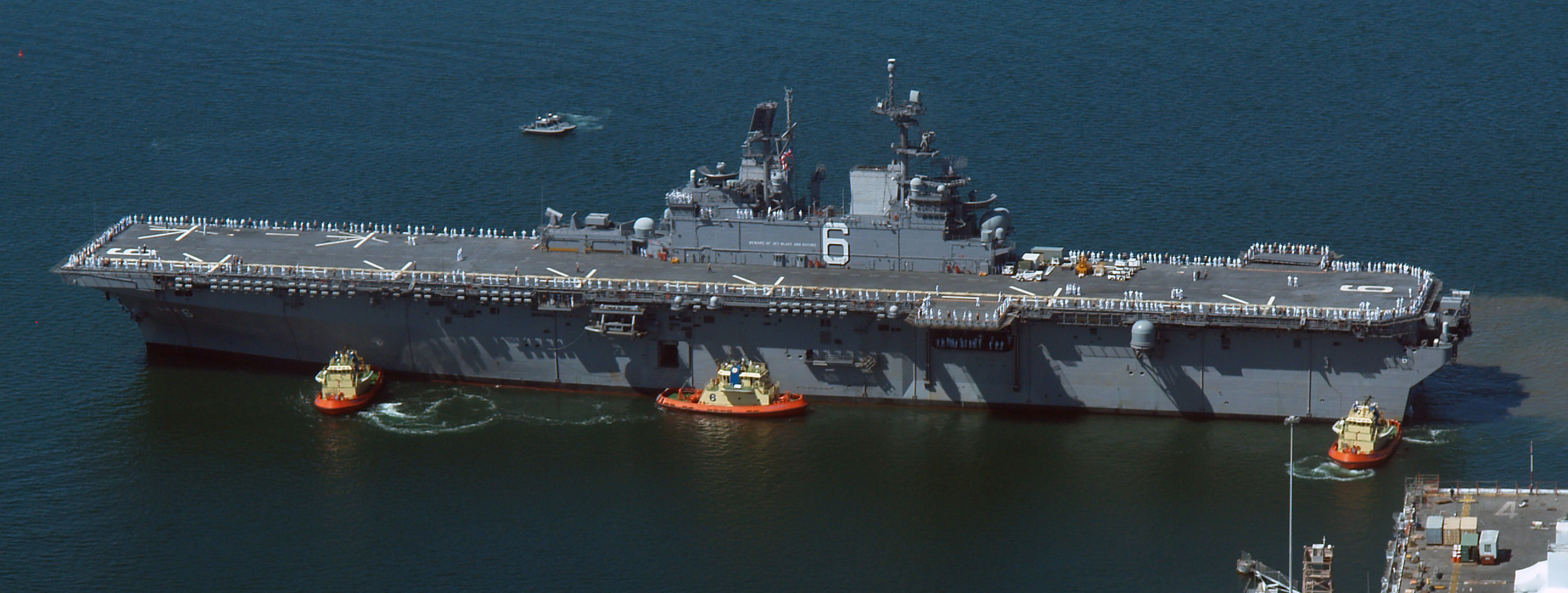
USS America на базі Сан Дієго. Каліфорнія. 15 вересня 2014